# Levín (Olešnice)

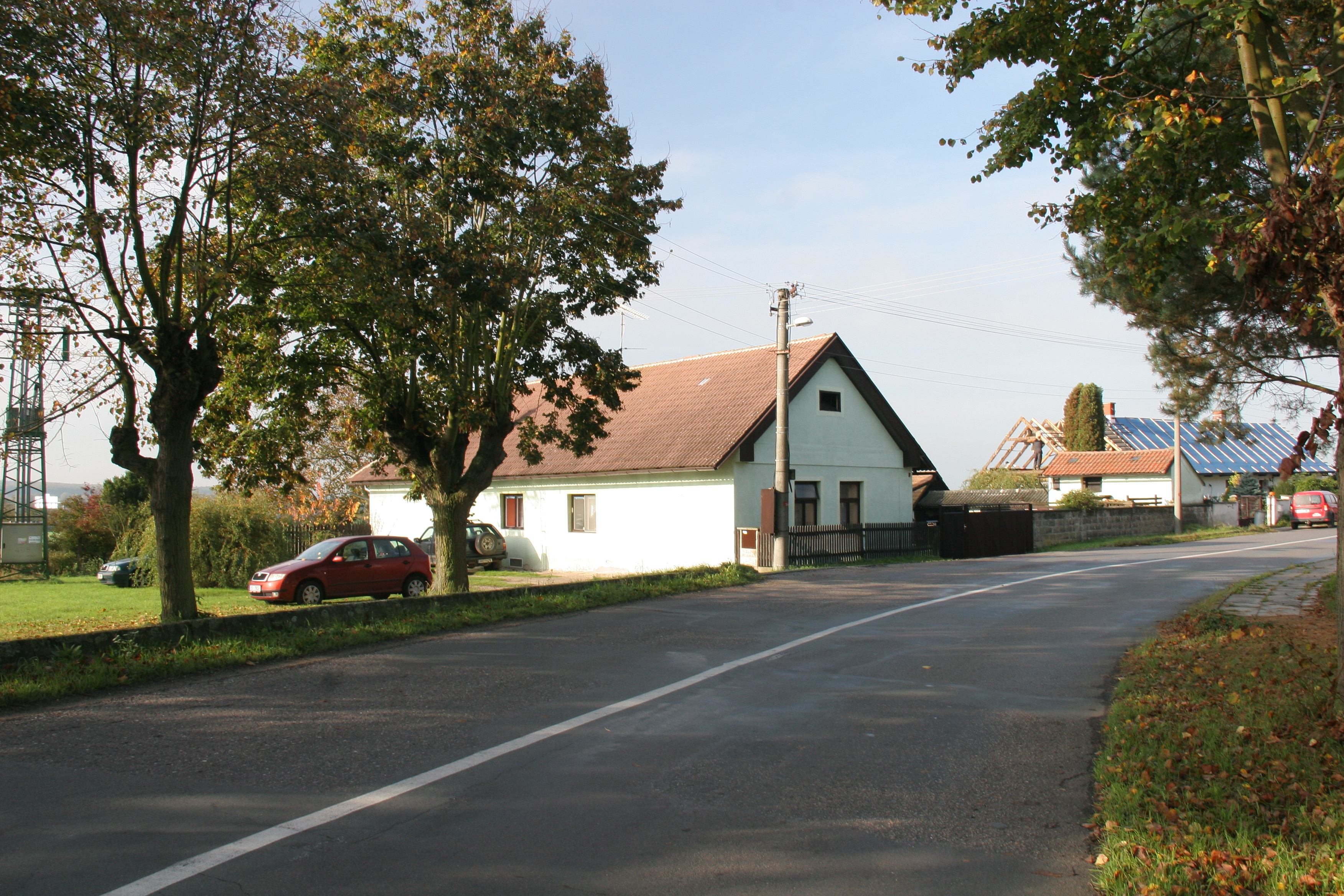
Ortsansicht

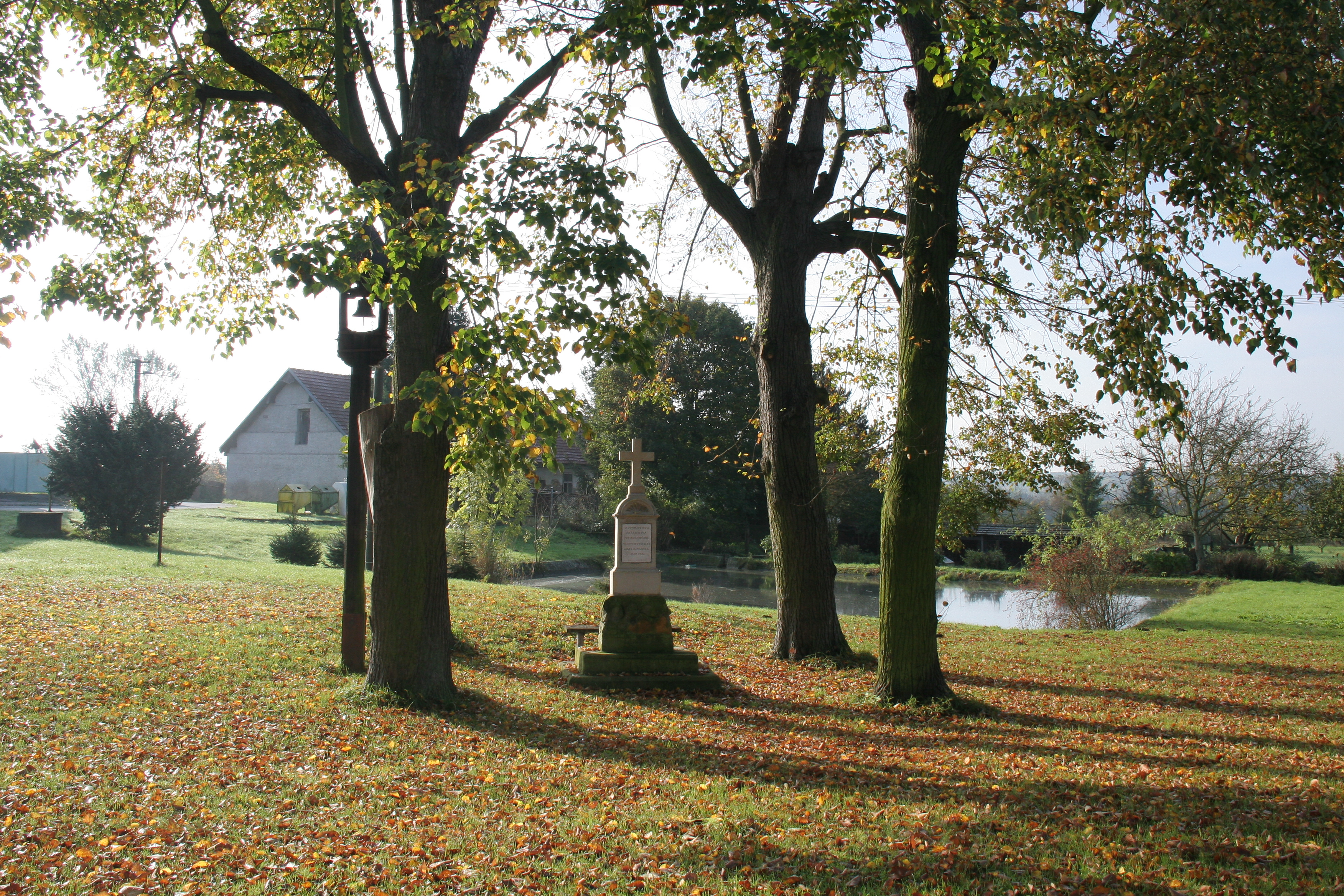
Kreuz und Glockenbaum

Levín (deutsch Lewin) ist ein Ortsteil der Gemeinde Olešnice in Tschechien. Er liegt drei Kilometer südwestlich von Chlumec nad Cidlinou und gehört zum Okres Hradec Králové.

## Geographie
Levín befindet sich rechtsseitig über dem Tal der Cidlina an einem Hügel auf der Chlumecká tabule (Chlumetzer Tafel). Im Norden erhebt sich der Holý vrch (258 m n.m.), nordwestlich der Na Vinici (251 m n.m.). Nordöstlich des Dorfes liegt der Teich Olešnický rybník. Im Osten führt die Staatsstraße II/327 zwischen Chlumec nad Cidlinou und Týnec nad Labem an Levín vorbei. 
Südlich des Dorfes verläuft die Autobahn D 11/Europastraße 67, die Abfahrt 62 Chlumec nad Cidlinou-západ liegt südöstlich von Levín. 
Nachbarorte sind U Tří Závor im Norden, Olešnice im Nordosten, Lučice und Klamoš im Osten, Rakousy und Pamětník im Südosten, Loukonosy im Süden, Žiželice, Na Rybářích und Pod Vinicí im Westen sowie Převýšov im Nordwesten.

## Geschichte
Der Rundling bestand wahrscheinlich schon im 11. Jahrhundert. Die erste schriftliche Erwähnung von Lewyn erfolgte im Jahre 1316 im Zusammenhang mit Pessek de Lewyna, zu dieser Zeit bestand das Dorf aus weniger als zehn Chaluppen. Spätestens seit 1379 gehörte Lewin zur Herrschaft Hradišťko-Žiželice. Besitzer waren damals die Herren von Rosenberg. Ulrich von Rosenberg verkaufte 1421 die Herrschaft Hradišťko mit dem Städtchen Žiželice und mehreren Dörfern – darunter auch Lewin – für 7000 Schock Groschen an König Sigismund, der ihm dafür die Frauenburg verpfändete. Nachfolgende Besitzer der Herrschaft Hradišťko-Žiželice waren Heinrich von Wartenberg, die Grafen von Waldstein, ab 1517 Zdeniek Lev von Rosental und danach Wilhelm Kostka von Postupitz, der sie 1521 zusammen mit der Herrschaft Chlumetz an Vojtěch von Pernstein verkaufte. Zu dieser Zeit bestanden in den Hügeln zwischen Chlumetz, Olešnice, Levín und Převýšov ausgedehnte Weingärten; der Weinbau und -verkauf bildeten neben dem Handwerk und Handel die Grundlage der städtischen Wirtschaft von Chlumetz. Johann von Pernstein, der die Herrschaften 1533 erworben hatte, veräußerte sie an König Ferdinand I., der sie 1547 zu einer Kammerherrschaft Chlumetz vereinigte. Aus dem Jahre 1571 ist die Existenz einer Windmühle in Levín überliefert. 1577 erhielt Johann von Wchinitz die Herrschaft als Pfand. König Matthias überschrieb 1611 die Kammerherrschaft Chlumetz für treue Dienste bei der Erlangung der Böhmischen Krone an Wenzel Graf Kinsky von Wchinitz und Tettau. Nachdem Wenzel Graf Kinsky 1620 in die Chlumetzer Pfarrkirche St. Ursula einfiel, um hussitische Gottesdienste zu unterbinden, brach in der Gegend ein Aufstand aus. Im Jahre 1775 kam es in der Herrschaft Chlumetz zu einem großen Bauernaufstand. 
Im Jahre 1833 bestand das im Bidschower Kreis gelegene Dorf Lewin aus 12 Häusern, in denen 110 Personen lebten. Im Ort gab es einen Meierhof mit Schäferei und ein Wirtshaus. Gepfarrt war das Dorf zur Dechanteikirche der hl. Ursula in Chlumetz. Bis zur Mitte des 19. Jahrhunderts blieb Lewin der Fideikommissherrschaft Chlumetz untertänig.
Nach der Aufhebung der Patrimonialherrschaften bildete Levín ab 1849 eine Gemeinde im Gerichtsbezirk Chlumetz. Ab 1868 gehörte das Dorf zum Bezirk Neubydžow und wurde nach Lučice eingemeindet. 1869 hatte Levín 155 Einwohner und bestand aus 15 Häusern. Im Jahre 1894 wurde Levín von Lučice nach Olešnice umgemeindet. Im Jahre 1900 lebten in Levín 142 Menschen, 1910 waren es 137. Im Jahre 1923 löste sich das Dorf von Olešnice los und bildete eine eigene Gemeinde. 1930 hatte Levín 143 Einwohner und bestand aus 26 Häusern. Im Zuge der Gebietsreform von 1960 wurde der Okres Nový Bydžov aufgelöst, seitdem gehört Levín zum Okres Hradec Králové. Am 1. Juli 1960 erfolgte die erneute Eingemeindung nach Olešnice. Mit Beginn des Jahres 1989 wurde Levín zusammen mit Olešnice nach Chlumec nad Cidlinou eingemeindet; beide Dörfer lösten sich am 1. März 1990 wieder los und bildeten die Gemeinde Olešnice. Beim Zensus von 2001 lebten in den 33 Häusern des Dorfes 82 Personen.

## Ortsgliederung
Der Ortsteil bildet den Katastralbezirk Levín nad Cidlinou.

## Sehenswürdigkeiten
- Glockenbaum auf dem Dorfplatz
- Steinernes Kreuz auf dem Dorfplatz